# New York Red Bulls
Il New York Red Bulls, conosciuto precedentemente come New York/New Jersey MetroStars, è un club calcistico statunitense con sede nella città di Harrison (New Jersey).
Fondato il 15 giugno 1995, ha partecipato a ogni edizione della Major League Soccer (MLS), vertice della piramide calcistica statunitense, essendone stato uno dei club fondatori; ha come colori sociali il rosso e il bianco e i soprannomi che contraddistinguono la squadra sono The Metros oppure The Red Bulls Metro. A partire dal 2006, il club è in mano alla azienda austriaca Red Bull, il cui proprietario è stato Dietrich Mateschitz fino al 2022, cofondatore della società nota per l'omonima bevanda energetica.
I Red Bulls hanno vinto tre Supporters' Shield; in ambito internazionale il miglior risultato ottenuto è stata la semifinale raggiunta in CONCACAF Champions League 2018. Il club figura al tredicesimo posto della classifica di Forbes delle franchigie più ricche della Major League Soccer.

## Storia

### La nascita dei MetroStars e l'ingresso in MLS
Nel 1996 il New York/New Jersey MetroStars fu una delle dieci franchigie fondatrici della Major League Soccer e, per rendere competitiva fin da subito la franchigia, vennero acquistati diversi calciatori di spicco internazionale come Roberto Donadoni, Peter Vermes e Tab Ramos, il primo giocatore a firmare per una franchigia della nascitura lega; i fondatori del club, John Kluge e Stuart Subotnick optarono inizialmente per "Empire Soccer Club" come primo nome della società, ma successivamente cambiarono idea scegliendo "MetroStars", nome assonante con Metromedia, la media company di cui Kluge era proprietario. Le prime tre partite giocate in assoluto dalla squadra newyorchese furono deludenti viste le tre sconfitte; la prima partita in casa, giocata al Giants Stadium, contro il New England Revolution terminò col parziale di 0-1 a causa dell'autorete di Nicola Caricola negli ultimi minuti di gioco. La prima stagione registrò un record di 15 vittorie e 17 sconfitte, la qualificazione ai play-off e la conseguente eliminazione nel primo turno da parte del D.C. United. La seconda stagione risultò ancora più deludente dal punto di vista dei risultati: il club si piazzò in ultima posizione nella Eastern Conference, mancando così la qualificazione ai play-off, mentre in coppa nazionale l'arresto avvenne in semifinale; a fine stagione, Donadoni lasciò il club per tornare al Milan. 
A due anni dalla nascita della MLS, la dirigenza decise di rimuovere dal nome del club la localizzazione geografica "New York/New Jersey", visto che la situazione si stava complicando; infatti, quando ancora il campionato non era partito e si stava decidendo quali città dovessero avere una propria franchigia, sia alla città di New York sia all'area del New Jersey era stato promesso uno slot. Successivamente si scelse di accorpare i due slot in uno solo e ciò, nel corso degli anni, attirò diverse critiche delle due tifoserie di zona. Fino al successivo cambio di proprietà, il club si sarebbe chiamato soltanto "MetroStars".
Per riparare alle lacune difensive evidenti nei primi due anni di attività, la campagna acquisti per la stagione successiva vide l'ingaggio di Alexi Lalas e di un nuovo gruppo di calciatori stranieri tra cui l'attaccante Eduardo Hurtado e i centrocampisti Diego Soñora e Wellington Sánchez. Grazie ai nuovi innesti, la squadra centrò la qualificazione ai play-off e raggiunse, per il secondo anno di fila, la semifinale in coppa. L'uscita dalla fase finale avvenne per opera del Columbus Crew, uscito vincente in entrambe le partite disputate. Con l'abbassamento del numero di giocatori stranieri da poter avere in organico e il rinnovamento della rosa, la squadra dell'anno precedente venne smantellata e rimpinguata con calciatori meno noti e i risultati sportivi ne risentirono pesantemente: vennero vinte solo sette partite su 32 giocate e il primo a subire le conseguenze di risultati così deludenti fu l'allenatore, Bora Milutinović, con una separazione consensuale a fine stagione. La scelta del successivo allenatore dei MetroStars ricadde su Octavio Zambrano il quale firmò un contratto biennale. Il nuovo anno si aprì con una querelle che vide protagonista Lothar Matthäus; nel corso della stagione passata il campione mondiale di Italia '90 trovò l'accordo con Stillitano, allora presidente e general manager del club, e Milutinović per trasferirsi l'anno seguente ai MetroStars ma con il passaggio di consegne, a livello dirigenziale, da Stillitano a Sakiewicz e l’allontanamento dell'allenatore serbo in favore di Zambrano, il difensore tedesco non era più convinto di trasferirsi in un ambiente in cui non avrebbe trovato chi, precedentemente, lo aveva convinto ad accettare l'offerta americana. La questione si risolse grazie al viaggio di Nick Sakiewicz in Spagna, dal quale tornò dopo aver intascato il sì definitivo dell'atleta. La stagione si rivelò entusiasmante, la squadra infatti arrivò al primo posto nel proprio girone e la corsa alla finale MLS terminò in semifinale a seguito della sconfitta nel match di spareggio contro il Chicago Fire. La stagione seguente fu segnata dai tragici attentati dell'11 settembre, causando la cancellazione degli ultimi due turni della stagione regolare, terminata al sesto posto.
Il 15 ottobre 2003 il club disputò la prima finale di coppa nazionale e la prima in assoluto nella propria storia: battuti in ordine Michigan Bucks, Columbus Crew, New England Revolution e D.C. United, l'ultima sfida fu disputata contro il Chicago Fire al Giants Stadium di East Rutherford; la partita terminò con la vittoria di Chicago, rimandando così la vittoria del primo titolo dei MetroStars. In campionato riuscì a qualificarsi per la fase finale ma venne eliminato al primo turno dal New England Revolution.

### L'era Red Bull
Nel 2006 l’azienda austriaca Red Bull acquistò il club e, come parte della loro sponsorizzazione, fu annunciato un cambio di nome e di identità visiva: la denominazione venne modificata in New York Red Bulls e fu presentato un nuovo logo. Nel frattempo iniziarono i lavori per il nuovo impianto sportivo, i cui ritardi portarono la conclusione della costruzione nel 2010.
La prima stagione con la nuova proprietà terminò con la quarta qualificazione consecutiva ai play-off, terminati con l'immediata eliminazione alle semifinali di Conference per mano del DC United. In questi primi anni di gestione del club, la nuova proprietà cercò di migliorare l'organico partendo dai vertici; vennero assunti Bruce Arena, fresco CT uscente degli Stati Uniti, e Claudio Reyna, capitano della nazionale. Le successive stagioni confermarono la crescita delle prestazioni sportive del club; nel 2007 la squadra raggiunse i quarti di finale della fase finale mentre l'annata 
seguente arrivarono fino alla finale MLS Cup: il 23 novembre 2008 il club contese al Columbus Crew la conquista del titolo e venne sconfitto per 3 a 1, perdendo la prima finale MLS. Grazie al piazzamento raggiunto, i Red Bulls si qualificarono di diritto, per la prima volta, alla CONCACAF Champions League. Il cammino internazionale si interruppe subito con la sconfitta nel preliminare contro il W Connection, coerentemente con l'andamento stagionale; infatti, al momento dell'inizio della Champions League, la squadra raccolse solo due vittorie su 22 partite disputate e a fine stagione il record negativo fu di 5 vittorie su 30 partite disputate e l'ultimo posto nella classifica generale. Gli anni 2010 furono il decennio più glorioso per il club: vennero acquistati calciatori del calibro di Rafael Márquez, Thierry Henry, Bradley Wright-Phillips e Tim Cahill. Parallelamente a questi ingaggi arrivarono i primi significativi risultati sportivi: per ben cinque volte arrivarono primi nella propria conference, conquistando il primo Supporters' Shield nel 2013 e poi nuovamente nel 2015 e nel 2018. A livello internazionale, il club si qualificò per cinque volte alla Champions League nordamericana raggiungendo la semifinale nell'edizione 2018.
In particolare, nel 2018 il team newyorchese dominò la stagione regolare facendo il record di punti (71); arrivati alla fase play-off da favoriti, superarono il Columbus Crew in semifinale di Conference ma vennero eliminati al turno successivo dall'Atlanta United.
La stagione successiva vide una discesa rispetto all'anno precedente; in campionato la squadra arrivò sesta nella propria Conference, dodicesima in assoluto, mentre in coppa perse al quarto turno contro il New England Revolution. In Champions League batté agevolmente l'Atlético Pantoja agli ottavi, ma si fermò successivamente ai quarti di finale a causa della doppia sconfitta subita dal Santos Laguna.
La stagione 2020, segnata da una lunga interruzione dovuta alla pandemia di COVID-19, terminò con un anonimo tredicesimo posto in classifica generale e che permise comunque la qualificazione alla fase successiva. Nei play-off i giocatori vennero eliminati al primo turno dal Columbus Crew. La stagione successiva confermò le prestazioni altalenanti della squadra, in particolare durante la prima metà della stagione in cui persero dieci delle prime venti partite; nelle ultime dodici partite di campionato la squadra conquistò 25 punti su 36 disponibili, frutto di sette vittorie, quattro pareggi e una sola sconfitta, riuscendo ad accedere per il dodicesimo anno di fila alla fase play-off.

## Cronistoria
Di seguito la cronistoria del New York Red Bulls.

## Colori e simboli

### Colori
I colori del club sono il bianco e il rosso. Dal 1996 al 1997 erano il bianco e nero, successivamente vennero utilizzati come colori primari il rosso e nero su disposizione dell'allora presidente Charlie Stillitano, il quale volle omaggiare il Milan, club italiano di cui era tifoso. Nel corso della storia la prima divisa attraversò tre distinte fasi cromatiche: durante la prima stagione la maglia fu nera e bianca (1996); in seguito si passò ad un completo a strisce rosso nere (dal 1997 al 2005); a partire dal 2006, la divisa primaria si presentò infine totalmente bianca con inserti rossi. Per quanto riguarda la seconda maglia, durante il periodo "MetroStars" la seconda divisa da gioco fu sempre bianca e nera o soltanto bianca; con forme a serpentina nel '96 e a strisce dal 1997 al 2002 e completamente bianca dal 2003 al 2005; a partire dall'era "Red Bull", la seconda divisa mutò cromatura nel corso degli anni. Le colorazioni più frequentemente utilizzate furono il rosso, il blu e il nero.
Nelle stagioni 2018 e 2019 adottò una terza divisa nera con dettagli rispettivamente bianchi nella prima stagione e color ceruleo durante la seconda, mentre nel 2021 venne prodotta una terza maglia completamente bianca con inserti azzurri.

### Simboli ufficiali

#### Stemma
Lo stemma del club è uno scudo quadrangolare con la base arrotondata e contornato da un doppio bordo blu: al suo interno sono raffigurati due tori rossi che corrono l'uno verso l'altro, in primo piano c'è un pallone mentre sullo sfondo viene rappresentato il sole. Lo stemma si completa con la scritta "Red Bull" in rosso all'interno e posto in alto e con la scritta "New York" in blu posizionata nella parte bassa e sempre al suo interno. Il primo stemma, utilizzato dal 1996 al 2001, riprendeva due grattacieli grigi sullo sfondo e in primo piano era posta una lettera "M" fiammeggiante, colorata di rosso al suo interno e con i contorni gialli. Lo stemma successivo, utilizzato dal 2002 al 2005, era uno scudo di stile gotico ed era diviso in quattro parti di cui tre stavano a rappresentare gli stati di New York, New Jersey e il Connecticut, mentre la quarta porzione di scudo era composta da strisce rosse e nere. Il terzo stemma, il primo griffato Red Bull, ha lo stesso concept dell'ultimo stemma, l'unica differenza sta nella rimozione delle thin lines, delle linee sottili, volte a rappresentare la corsa dei due tori.

Il primo stemma dei MetroStars, in uso fino al 2002
Il secondo stemma usato dal 2003 al 2005
Stemma usato dal 2006 al 2007

Il primo logotipo del club newyorchese risale al 1996: questo era composto dalla scritta "METROSTARS" stilizzata di colore bianco, con lo sfondo e il contorno per metà giallo e per metà rosso. Tale wordmark è rimasto in uso fino al 1998, anno in cui ne è susseguito uno identico nella forma e nel carattere, ma con colori diversi, le lettere in bianco su uno sfondo nero con il contorno rosso. Nel 2006, anno dell'aggiornamento della brand identity della squadra di New York, è stato rinnovato il logotipo, scritto in stampatello, e con le parole "Red Bulls" (in rosso) posizionate al di sotto di "New York" (in blu).

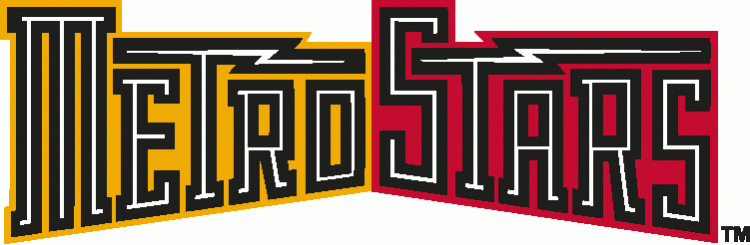
Il primo logotipo (1996-1998)
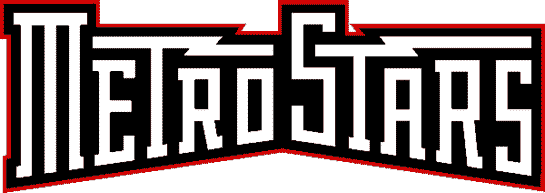
Quello usato dal 1998 al 2005
L'aggiornamento dei colori adottato dal 2006

#### Inno
In un’intervista rilasciata al sito ufficiale della MLS, uno dei capi ultras della curva "South Ward" dichiarò che non esiste un inno ufficiale ma il gruppo è solito intonare canti e cori attraverso canzoni popolari di genere pop estrapolandone alcune parti e adattandole alla squadra.

## Strutture

### Stadio

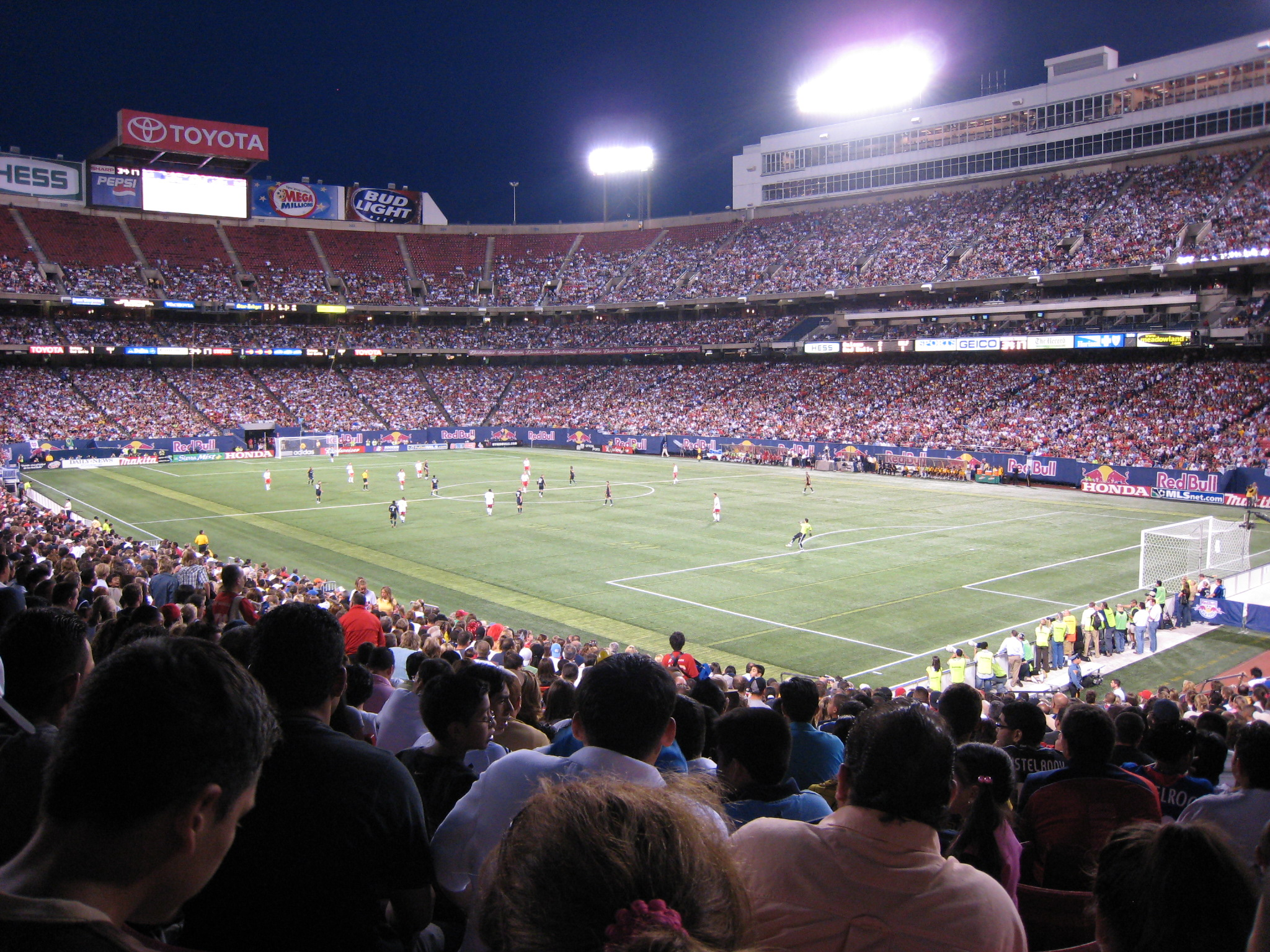
Il Giants Stadium nel 2007

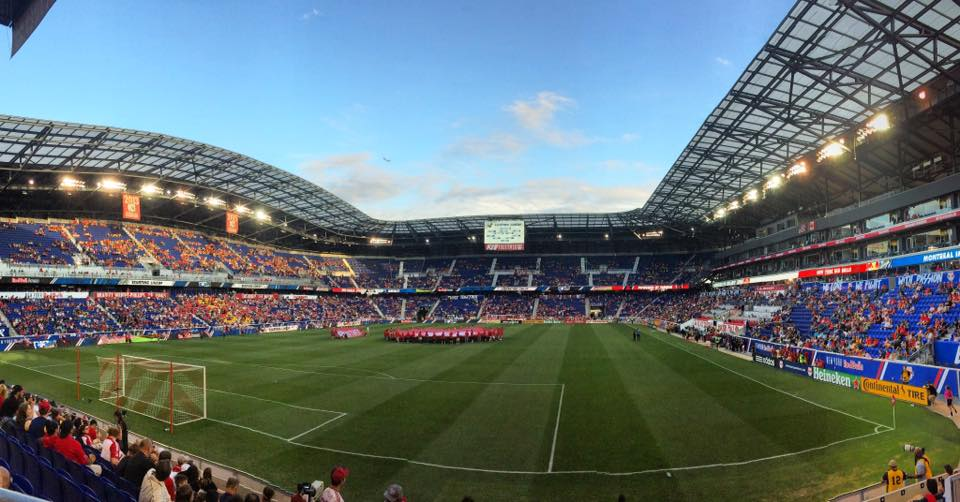
Lo Sports Illustrated Stadium (allora conosciuta come Red Bull Arena) nel 2017

Il primo impianto sportivo utilizzato dal NY MetroStars è stato il Giants Stadium, a partire dal 1996 fino al 2009, già impiegato in precedenza dal N.Y. Cosmos e da altri club di altre discipline sportive. Durante questo periodo la squadra ha usufruito di altri impianti per giocare alcune partite di coppa; nel 1997 si giocò al Columbus Soccer Stadium la semifinale del torneo, tra il 1999 e il 2003 i MetroStars giocarono tre partite allo Yurcak Field di cui una semifinale, sempre nello stesso periodo disputarono altre partite al Mitchel Athletic Complex, un campo sportivo di una base militare, dove si giocarono complessivamente tre turni di coppa.
Il New York Red Bulls disputa le partite casalinghe alla Red Bull Arena a partire dal 2010 e la sua capienza può raggiungere i 25 000 spettatori. Nel dicembre 2024 la Red Bull Arena è stata rinominata Sports Illustrated Stadium. I lavori iniziarono nel settembre 2006 e la conclusione fu programmata per l'anno successivo ma in seguito all'acquisizione del club da parte della Red Bull la fine dei lavori venne posticipata al 2010. La prima partita ufficiale casalinga dei Bulls venne giocata il 27 marzo 2010 contro il Chicago Fire. Nel 2019 hanno affrontato il New England Revolution al MSU Soccer Park at Pittser Field, partita valida per il quarto turno della coppa nazionale.

### Centro di allenamento
Situato nella Contea di Morris, il centro sportivo Red Bull Training Facility è stato inaugurato nel 2013. L'impianto si estende su 6 ettari, comprende diversi terreni di gioco e nel corso degli anni, la struttura ha visto diversi lavori di ammodernamento, con l'implementazione di una struttura per l'Academy, nuovi spogliatoi, uffici per lo staff tecnico e varie altre strutture.
Nel 2021 la società ha annunciato la costruzione di un nuovo centro sportivo esteso su 32 ettari di terreno.

## Società

### Organigramma societario
Di seguito l'organigramma del New York Red Bulls, aggiornato al 30 novembre 2021.
- Dietrich Mateschitz - Proprietario
- Marc De Grandpré - Presidente
- Joe Stetson - Vicepresidente esecutivo

### Sponsor
Di seguito la cronologia degli sponsor tecnici del New York Red Bulls.
- 1996-2005 Nike
- 2006- Adidas

### Impegno nel sociale
La società newyorchese è attiva anche nel sociale: fin dalla sua fondazione il club opera su più fronti per sostenere le persone meno abbienti della comunità e programma vari eventi con cui far avvicinare i bambini e i ragazzi allo sport.

### Settore giovanile
Nel 2015 il New York Red Bulls fondò la propria Academy, ovvero il corrispettivo di un settore giovanile, al cui interno vi sono varie squadre in base alle fasce d'età. Tutte le giovanili si allenano al centro sportivo Red Bull Training Facility. Nello stesso anno, il club annunciò la creazione di una propria squadra riserve con sede a Montclair. Nel dicembre 2021 viene confermata la presenza della squadra riserve nel campionato USL per la stagione 2022, l'ultima nella lega. A partire dalla stagione 2023, la squadra ha preso parte alla MLS Next Pro.

## Diffusione nella cultura di massa

### Cinema e televisione
In una scena del film di Andy Fickman She's the Man (2006), viene inquadrata una parete sulla quale è appeso un poster di Eddie Gaven con indosso la maglia dei MetroStars. A pochi mesi dalla chiusura della propria esperienza a New York e del ritiro dal calcio, Thierry Henry appare in un cameo nel film Entourage in cui scambia una breve conversazione con Ari Gold (Jeremy Piven) mentre passeggia con il proprio cane.
In ambito televisivo, la franchigia viene citata in Sports Night (1998-2000), quando Dan Rydell (Josh Charles) chiede ai suoi amici di citargli almeno cinque squadre della lega in modo tale da non fare una brutta figura con la ragazza con cui deve uscire, dato che lei stessa gioca a calcio.

## Allenatori e presidenti
Di seguito l'elenco cronologico dei presidenti del New York Red Bulls.
- 1996-1999  Charlie Stillitano
- 2000-2005  Nick Sakiewicz
- 2006-2007 Alexi Lalas
- 2007-  Marc De Granpré

Di seguito l'elenco cronologico degli allenatori del New York Red Bulls.
- 1996  Eddie Firmani (gen.-mag.)
 Carlos Queiroz (mag.-ott.)
- 1997  Carlos Alberto Parreira
 Alfonso Mondelo (genn.-sett.)
- 1998-1999  Bora Milutinović
- 1999-2002  Octavio Zambrano
- 2002-2005  Bob Bradley
- 2005-2006  Mo Johnston
 Richie Williams (giu.-lug. 2006) ad interim
- 2006-2007  Bruce Arena
- 2007-2009  Juan Carlos Osorio
- 2009-2010  Richie Williams ad interim
- 2010-2012  Hans Backe
- 2012-2015  Mike Petke
- 2015-2018  Jesse Marsch
- 2018-2020  Chris Armas
 Bradley Carnell (sett.-ott. 2020) ad interim
- 2020-2023  Gerhard Struber (feb.-magg.)
 Troy Lesesne (giu.-nov.) ad interim
- 2024-  Sandro Schwarz

## Calciatori

### Legends Row

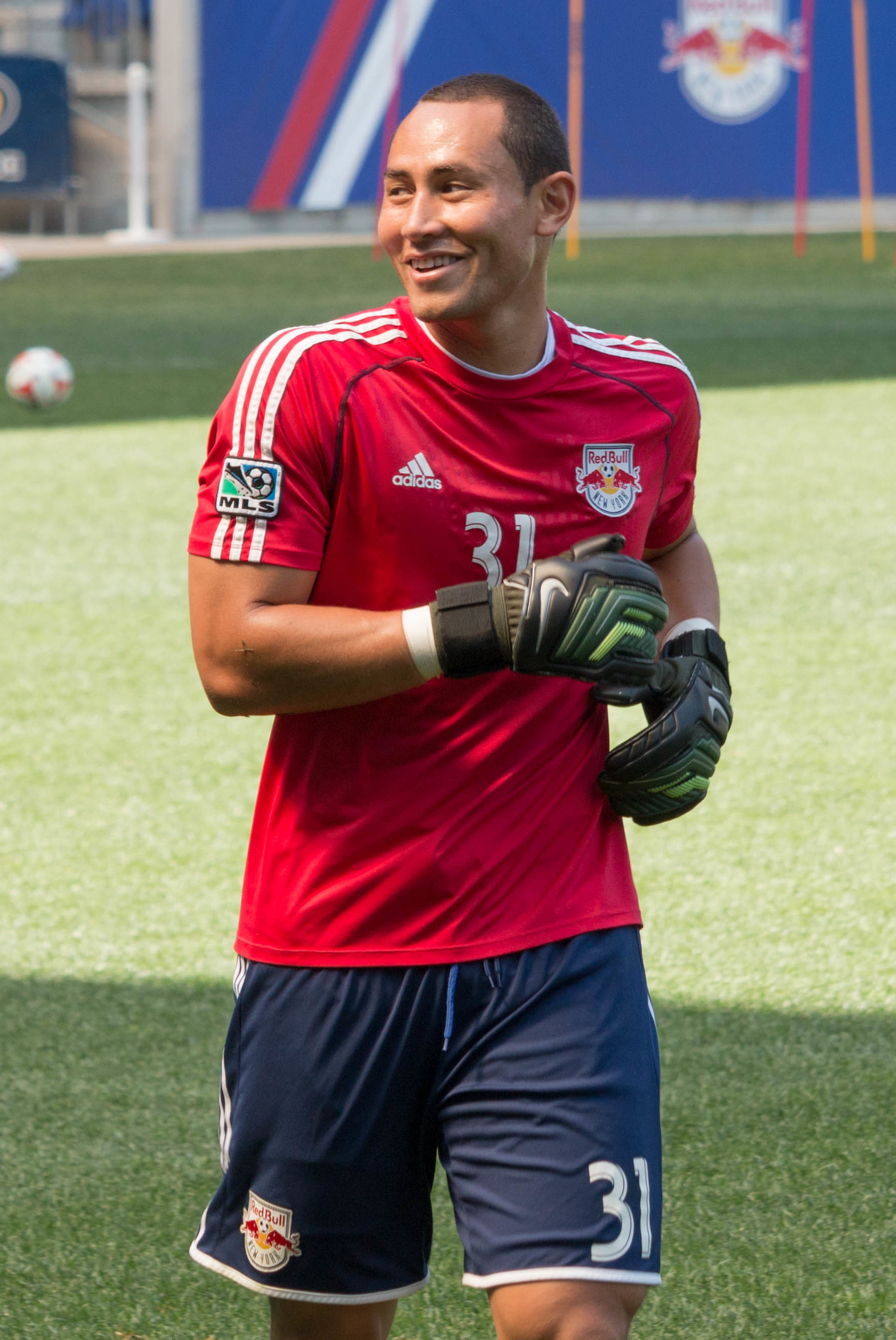
Luis Robles

L'11 aprile 2022 è stato istituito il Legends Row ufficiale della società. Vengono selezionati gli atleti che si sono ritirati da almeno due anni. Di seguito il primo calciatore eletto.
- Luis Robles (2012-2019)

### Maglie ritirate
La società ha ritirato un solo numero di maglia, ovvero il 99 indossato da Bradley Wright-Phillips, a New York dal 2013 al 2019, e la peculiarità di questo ritiro sta nel fatto che, al momento della decisione, il calciatore era ancora in attività agonistica.

### Capitani
In totale sono stati quattordici i capitani dei Bulls. Thierry Henry ha guidato la squadra per più stagioni (quattro tra il 2011 e il 2014). Nel 2005 la squadra ha avuto due capitani (Youri Djorkaeff e Amado Guevara), nel 2006 sono stati tre (Djorkaeff, Guevara e Tony Meola) e due nel 2008 (Claudio Reyna e Juan Pablo Ángel).
- Peter Vermes (1996)
- Tony Meola (1997-1998)
- Tab Ramos (1999-2002)
- Eddie Pope (2003-2004)
- Youri Djorkaeff (2005-2006)
- Claudio Reyna (2007-2008)
- Juan Pablo Ángel (2009-2010)
- Thierry Henry (2011-2014)
- Dax McCarty (2015-2016)
- Sacha Kljestan (2017)
- Luis Robles (2018-2019)
- Sean Davis (2020-2021)
- Aaron Long (2022)[79]
- Sean Nealis (2023-)[80]

### Contributo alle Nazionali

#### Nazionale statunitense e giovanili
A partire dalla sua fondazione, i Red Bulls ebbero tra le proprie file diversi calciatori appartenenti agli Stati Uniti. Durante le prime edizioni della Gold Cup, posteriori alla nascita della franchigia newyorchese, vennero convocati Alexi Lalas nel 1998, Clint Mathis e Richie Williams nella vittoriosa spedizione del 2002, di nuovo Mathis nel 2003, Juan Agudelo e Tim Ream nel 2011 e Aaron Long nel 2019.
Per quanto riguarda la rassegna mondiale, gli unici calciatori convocati, appartenenti alla franchigia newyorchese, sono stati Tab Ramos e Lalas nel 1998, Mathis nel 2002 e Aaron Long nel 2022.
A seguito della vittoria in Gold Cup nel 2002, gli Stati Uniti si qualificarono di diritto per la Confederations Cup, cui partecipano Mathis e Tim Howard.
Ci sono stati altri calciatori di rilievo, i quali non parteciparono a tornei internazionali, ad aver vestito la maglia a stelle e strisce durante la loro presenza tra le file dei MetroStars/RedBulls, ad esempio, Peter Vermes, Santino Quaranta e Sacha Kljestan.
A livello giovanile diversi calciatori hanno preso parte a rassegne internazionali di rilievo; Lalas partecipò alle Olimpiadi nel 1996 e Jozy Altidore a quelle del 2008. Tyler Adams è l'unico calciatore ad aver vinto il campionato nordamericano di categoria (2017).

#### Altre nazionali

Roberto Donadoni

Tra la fine degli anni novanta e dai primi anni duemila diversi calciatori vestirono la maglia della propria nazionale durante il periodo in cui erano a New York, tra i più rappresentativi: Roberto Donadoni prese parte ad Euro 96, giocando tutte e tre le partite dell'Italia da titolare, Lothar Matthäus con la Germania giocò da titolare tutte e tre le partite della fase a gironi di Euro 2000, Craig Ziadie e Dane Richards con la Giamaica i quali parteciparono rispettivamente alla Gold Cup nel 2003 e nel 2009 e 2011, Alfredo Pacheco con l'El Salvador, Rafa Márquez con il Messico, vincitore della Gold Cup nel 2011. Per quanto concerne l'area asiatica, Tim Cahill è l'unico calciatore ad aver giocato con una nazione del continente mentre era di proprietà dei Bulls, l'Australia, con cui conquistò nel 2015 la Coppa d'Asia. Andrew Boyens arrivò a New York nel maggio 2008 e, dopo aver giocato 21 partite nell'arco della stagione, a novembre dello stesso anno vinse la Coppa delle nazioni oceaniane con la Nuova Zelanda; altri calciatori degni di nota furono Eduardo Hurtado con l'Ecuador, Giovanni Savarese con il Venezuela, Dwayne De Rosario e Karl Ouimette con il Canada, Roy Miller con la Costa Rica, Kemar Lawrence con la Giamaica con cui partecipò alla Gold Cup nel 2015 e nel 2017, arrivando fino alla finale in entrambe le occasioni, e alla Copa América nel 2015 e nel 2016.

## Palmarès

### Competizioni nazionali
- MLS Supporters' Shield: 3

2013, 2015, 2018

### Altri piazzamenti
- Major League Soccer

Finalista: 2008, 2024
- U.S. Open Cup:

Finalista: 2003, 2017
- CONCACAF Champions League

Semifinalista: 2018

## Statistiche e record

### Partecipazione ai campionati
Di seguito la partecipazione del New York Red Bulls ai campionati.
| Livello | Categoria | Partecipazioni | Debutto | Ultima stagione | Totale |
| ------- | --------- | -------------- | ------- | --------------- | ------ |
| 1º      | MLS       | 30             | 1996    | 2025            | 30     |

Negli Stati Uniti non esiste un sistema di promozioni e retrocessioni fra le leghe, quindi la distinzione in livelli delle leghe va intesa in base all'importanza commerciale del campionato e alla ratifica da parte della federazione.

### Partecipazione alle coppe
Di seguito la partecipazione del New York Red Bulls alle coppe.
| Competizione              | Partecipazioni | Debutto   | Ultima stagione | Totale |
| ------------------------- | -------------- | --------- | --------------- | ------ |
| Lamar Hunt U.S. Open Cup  | 25             | 1997      | 2025            | 25     |
| CONCACAF Champions League | 5              | 2009-2010 | 2019            | 5      |
| Leagues Cup               | 2              | 2023      | 2025            | 3      |
| Coppa Merconorte          | 1              | 2001      | 2001            | 1      |

### Statistiche di squadra

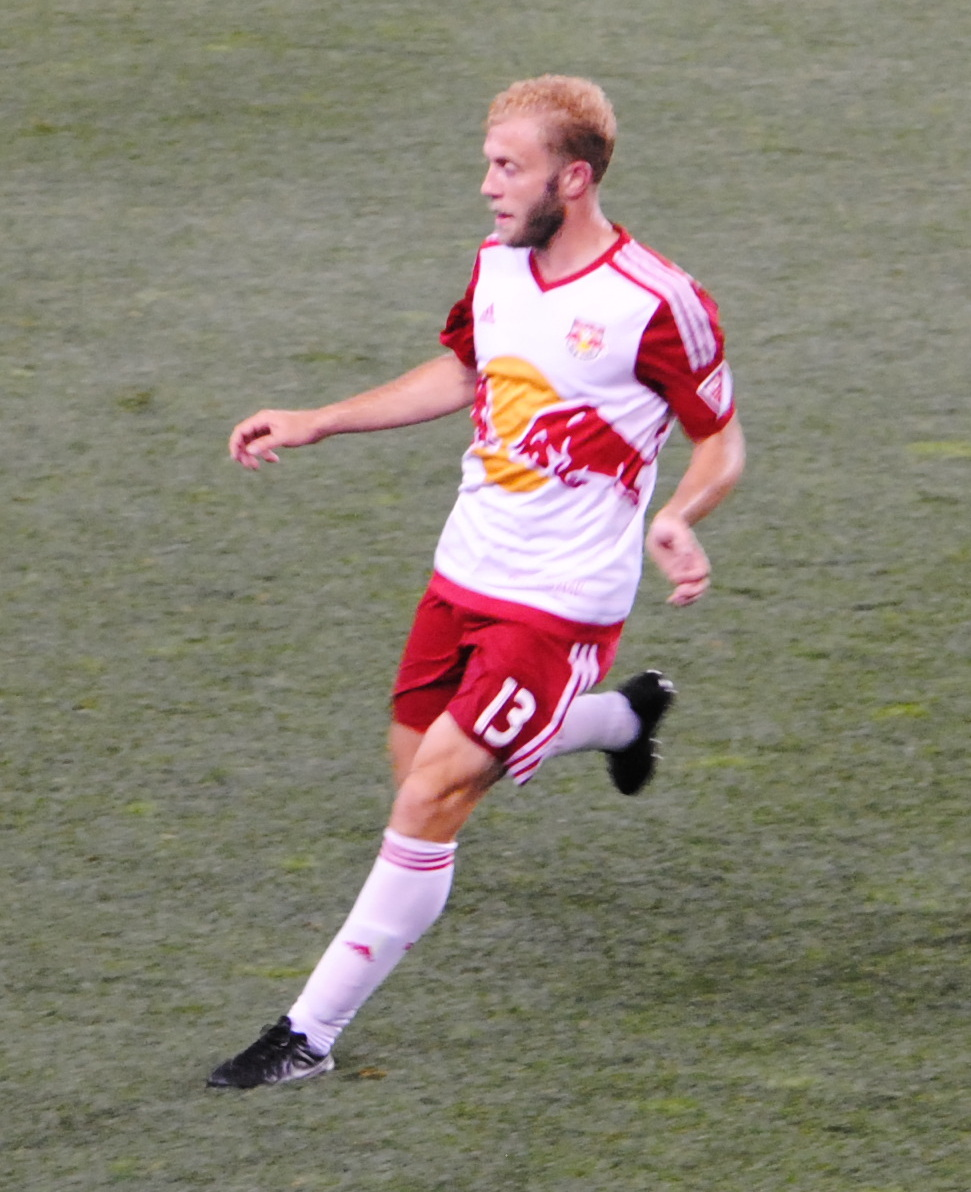
Mike Grella

Includendo la stagione 2025, il club ha partecipato a 30 campionati nazionali, giocati tutti in MLS, e alla US Open Cup a partire dall'edizione 1997. Per quanto riguarda le competizioni continentali, ha disputato in cinque occasioni la CONCACAF Champions League, arrivando in semifinale nel 2018. Dalla sua fondazione, ha raggiunto per 22 volte i play-off di cui dodici volte consecutivamente (2010-2021).
La vittoria casalinga con il maggior numero di reti di scarto avvenne contro il Real Salt Lake nel 2006 (6-0) mentre quella in trasferta avvenne nel 2016 (New York City-New York Red Bulls 0-7). Le peggiori sconfitte sono arrivate entrambe, negli Stati Uniti, nel 2008 da parte del Chicago Fire in tutte e due le occasioni (5-1) e (2-5). L'8 maggio 2004 si registra il pareggio in trasferta con il più alto numero di gol (10): S.J. Earthquakes-New York MetroStars 5-5. Dal 10 luglio 2016 all'11 marzo 2017 realizzò una striscia di 18 gare consecutive senza perdere (undici vittorie e sette pareggi).

### Statistiche individuali

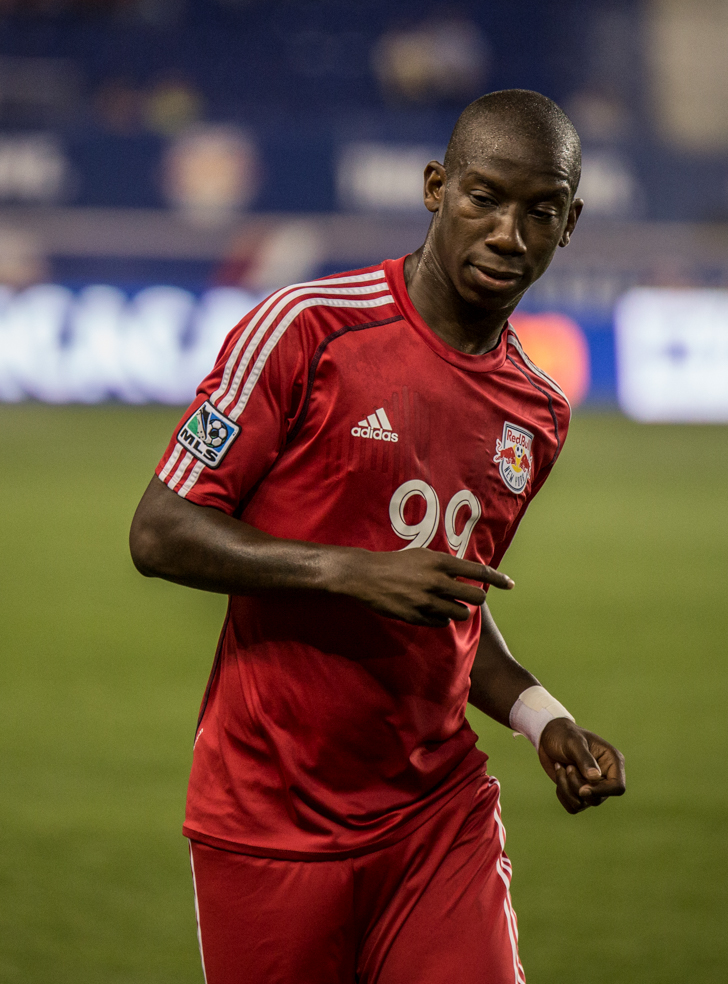
Bradley Wright-Phillips

Il giocatore che detiene il maggior numero di presenze con la maglia dei Bulls è Luis Robles, con 281 apparizioni. Bradley Wright-Phillips è il miglior marcatore della storia dei newyorchesi (140 reti) ed è anche il miglior marcatore stagionale con 27 reti segnate nella stagione 2014. Mike Grella realizzò la rete più veloce della Major League Soccer segnando dopo appena sette secondi contro il Philadelphia Union, partita valida per la 33ª giornata di campionato.
Di seguito i record di presenze e reti dei giocatori dei Bulls:
| Record di presenze - 281 Luis Robles (2012-2019) - 240 Bradley Wright-Phillips (2013-2019) - 208 Sean Davis (2015-2021) - 198 Dax McCarty (2011-2016) - 197 Mike Petke (1998-2002) e (2009-2010) | Record di reti - 126 Bradley Wright-Phillips (2013-2019) - 62 Juan Pablo Ángel (2007-2010) - 52 Thierry Henry (2010-2014) - 50 Daniel Royer (2016-2021) - 45 Clint Mathis (2000-2003) e (2007) |

### Capocannonieri per singola stagione

#### In competizioni nazionali
Di seguito i capocannonieri in competizioni nazionali dei calciatori del New York Red Bulls.
| Major League Soccer - Amado Guevara (2004) - Bradley Wright-Phillips (2014, 2016) | Lamar Hunt U.S. Open Cup - Amado Guevara (2003) - Bradley Wright-Phillips (2017) |

## Tifoseria

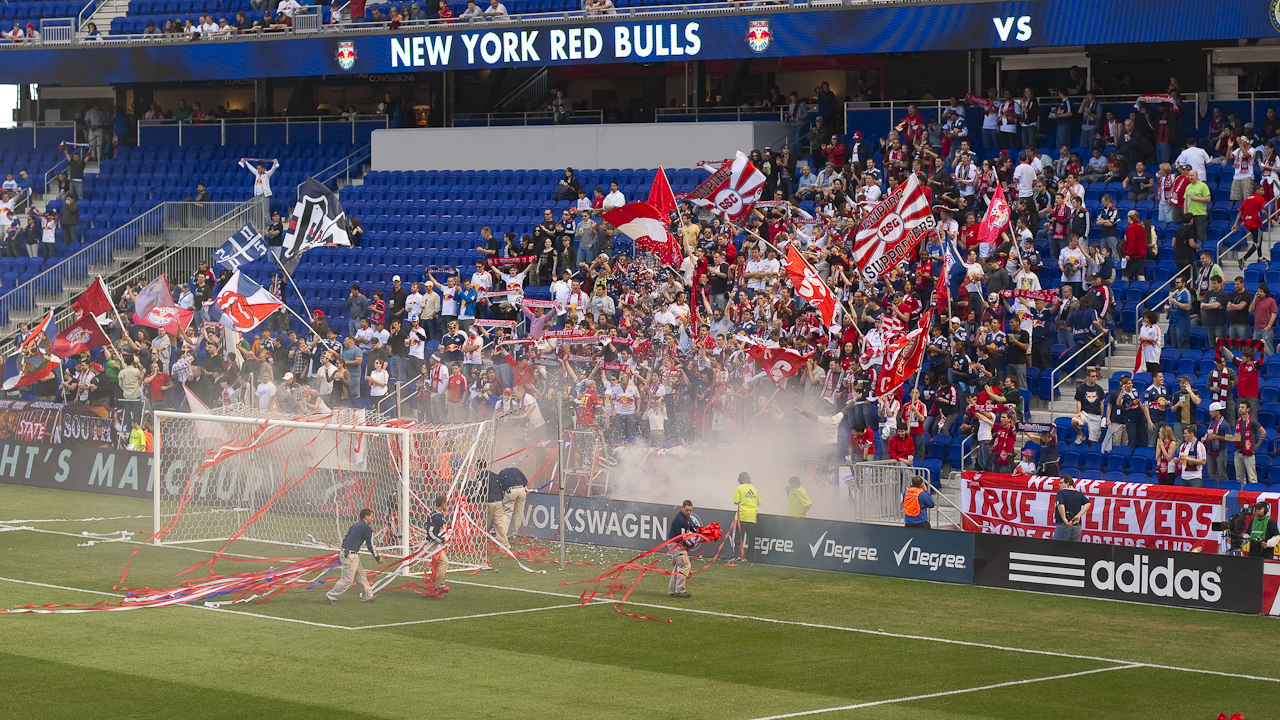
Il gruppo ultras Empire Supporters Club

### Storia
Il primo gruppo di tifoseria organizzata furono gli Empire Supporters Club: fondato nel 1995, il loro motto è Soy del Metro che richiama l'influenza ispanica e, più in generale, variegata che caratterizza il gruppo ultras. Esistono altri gruppi ultras riconosciuti il cui scopo è di sostenere i giocatori in campo per tutta la partita: The Viking Army e Garden State Ultras. Questi tre gruppi nei match casalinghi occupano i settori 101, 102 e 133, per cui, a partire dalla stagione 2020, il club annunciò che sarebbero stati l'area preposta per i gruppi organizzati in cui poter stare in piedi ed in totale sicurezza.

### Rivalità e gemellaggi
I Red Bulls rientrano tra i club interessati dalle I-95 soccer rivalries, ovvero le rivalità calcistiche riguardanti le città attraversate dalla Interstate 95. La principale inimicizia riguarda l'Atlantic Cup, ovvero la sfida al D.C. United. I due club si incontrarono per la prima volta il 12 maggio 1996 e al termine dei tempi regolamentari il punteggio rimase fermo sull'1-1; non essendo ancora previsto il pareggio, il match terminò agli shootout e vide la vittoria dell'allora MetroStars.

La principale rivalità dei NY Red Bulls riguarda il derby contro il New York City, infatti fin dall'annuncio di una seconda franchigia nella città di New York l'antagonismo tra le due parti ebbe modo di accendersi. Il 12 luglio 2019, le tifoserie organizzate dei due club crearono una fondazione no profit che gestisse questo particolare evento con l’assegnazione di una coppa alla squadra vincitrice per ogni derby giocato.
Il primo incontro risale al 15 maggio 2015 alla Red Bull Arena dove i Bulls vinsero il primo derby per 2-1 e anche i successivi tre incontri, di cui l'ultimo incontro, disputatosi il 21 maggio 2016, terminò con un sonoro 7-0.
Un'altra rivalità storica vede interessato il New England Revolution, altro club fondatore della MLS e facente parte della I-95 rivalries. Mentre nell'ultimo decennio si è sviluppato un acceso confronto con il Philadelphia Union data la stretta vicinanza geografica (le due città distano poco meno di due ore di macchina l'una dall'altra), sin dai primi anni dieci degli Union ci sono stati diversi scontri incandescenti tra le due squadre. In particolare, gli Union hanno battuto tre volte su quattro i Bulls in coppa nazionale portandosi dietro anche strascichi polemici, in un match del 2016, a causa di alcune scelte arbitrali aspramente criticate dall'allora allenatore dei Bulls, Jesse Marsch.

## Organico

### Rosa 2025
Aggiornata al 24 febbraio 2025.
| N. |                        | Ruolo | Calciatore               |
| -- | ---------------------- | ----- | ------------------------ |
| 1  | Stati Uniti (bandiera) | P     | AJ Marcucci              |
| 3  | Svezia (bandiera)      | D     | Noah Eile                |
| 5  | Panama (bandiera)      | D     | Omar Valencia            |
| 6  | Stati Uniti (bandiera) | D     | Kyle Duncan              |
| 7  | Polonia (bandiera)     | A     | Viktor Bogacz            |
| 8  | Stati Uniti (bandiera) | C     | Peter Stroud             |
| 9  | Scozia (bandiera)      | C     | Lewis Morgan             |
| 10 | Svezia (bandiera)      | A     | Emil Forsberg            |
| 12 | Stati Uniti (bandiera) | D     | Dylan Nealis             |
| 13 | Camerun (bandiera)     | A     | Eric Maxim Choupo-Moting |
| 14 | Cile (bandiera)        | D     | Marcelo Morales          |
| 15 | Stati Uniti (bandiera) | D     | Sean Nealis              |
| 16 | Stati Uniti (bandiera) | A     | Julian Hall              |
| 17 | Stati Uniti (bandiera) | A     | Cameron Harper           |
| 19 | Venezuela (bandiera)   | C     | Wikelman Carmona         |
| 20 | Uruguay (bandiera)     | C     | Felipe Carballo          |

| N. |                              | Ruolo | Calciatore            |
| -- | ---------------------------- | ----- | --------------------- |
| 21 | Inghilterra (bandiera)       | P     | Aidan Stokes          |
| 22 | Norvegia (bandiera)          | C     | Dennis Gjengaar       |
| 24 | Stati Uniti (bandiera)       | D     | Curtis Ofori          |
| 26 | Stati Uniti (bandiera)       | D     | Tim Parker            |
| 27 | Stati Uniti (bandiera)       | D     | Davi Alexandre        |
| 31 | Paraguay (bandiera)          | P     | Carlos Miguel Coronel |
| 33 | Stati Uniti (bandiera)       | A     | Roald Mitchell        |
| 37 | Ghana (bandiera)             | A     | Mohamed Sofo          |
| 42 | Germania (bandiera)          | D     | Alexander Hack        |
| 44 | Canada (bandiera)            | D     | Raheem Edwards        |
| 48 | Ghana (bandiera)             | C     | Ronald Donkor         |
| 66 | Stati Uniti (bandiera)       | C     | Tanner Rosborough     |
| 75 | Stati Uniti (bandiera)       | C     | Daniel Edelman        |
| 77 | Stati Uniti (bandiera)       | C     | Adri Mehmeti          |
| 81 | Stati Uniti (bandiera)       | C     | Serge Ngoma           |
| 88 | Antigua e Barbuda (bandiera) | D     | Aiden Jarvis          |

### Staff tecnico
Di seguito lo staff tecnico del NY Red Bulls aggiornato al 2 febbraio 2024.
- Sandro Schwarz - Allenatore
- Dominik Wolhert - Allenatore in seconda
- Ibrahim Sekagya - Allenatore in seconda
- Volkan Bulut- Allenatore in seconda
- Vedad Ibišević - Allenatore in seconda
- Jeremy Proud - Allenatore dei portieri
- Tony Jouaux - Preparatore atletico
- Eric Gorman - Preparatore atletico
- Julián de Guzmán - Direttore sportivo